# 1921 en chimie
Cet article présente les faits marquants de l'année 1921 en chimie.

## Évènements

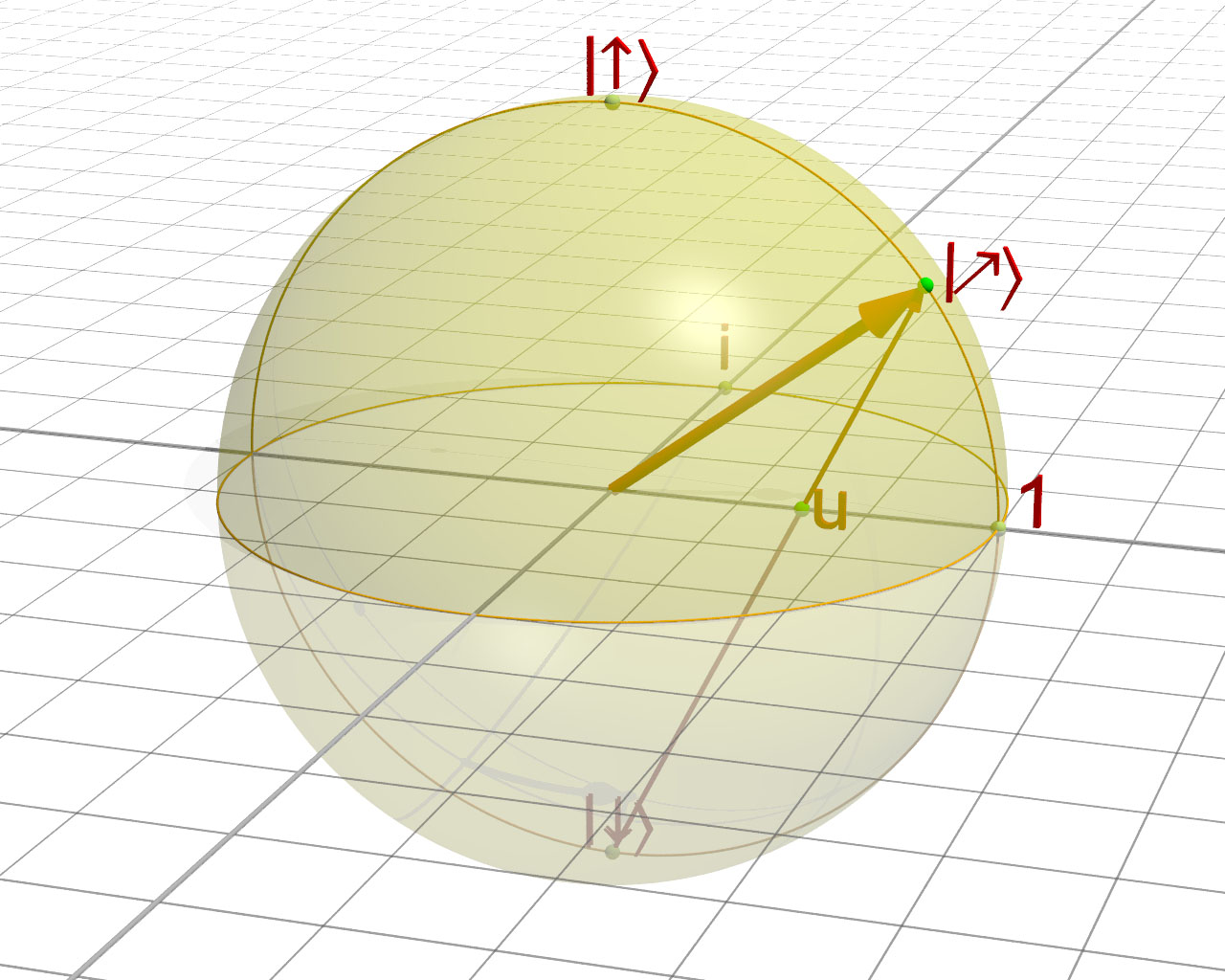
Représentation géométrique d'un état de spin 1/2 par une sphère de Riemann

- Otto Stern et Walther Gerlach établissent le concept du spin[1].
- Le chimiste allemand Friedrich Bergius établit un partenariat avec la Shell pour exploiter industriellement son procédé de synthèse des carburants par hydrogénation[2].
- La réaction de Passerini est découverte par le chimiste italien Mario Passerini[3].
- Les chimistes allemands Karl von Auwers et Karl Ziegler publient un article sur le réarrangement diénone-phénol[4]. Ce genre de réarrangement est généralement spontané à moins que le déplacement d'un substituant en position 3 soit bloqué par un substituant déjà en place[5].
- W.C. Bray rapporte la première réaction chimique oscillante connue[6]. Elle mettait en œuvre du peroxyde d'hydrogène (H2O2) et l'ion iodate (IO3−) dans une solution acide. En raison de difficultés expérimentales, elle attira peu l'attention et ne convenait pas aux démonstrations.

- 1er mars : ouverture à Moscou du laboratoire de dynamique des gaz destiné à développer les inventions de l'ingénieur chimiste Nikolaï Tikhomirov sur les projectiles autopropulsés[7].
- 9 décembre : l'ingénieur américain Thomas Midgley Jr., des laboratoires de recherches de la General Motors, découvre la propriété antidétonante du tétraéthylplomb lors de son adjonction à l'essence[8].

## Publication
- Ernest Fourneau, Préparation des médicaments organiques[9], aussitôt traduit en espagnol avec la collaboration d'Antonio Madinaveitia[10] sous le titre de Sintesis de medicamentos orgánicos[11].

## Prix
- Prix Nobel de chimie : Frederick Soddy pour ses contributions à nos connaissances de la chimie des substances radioactives, et pour ses recherches sur la nature des isotopes[12],[13].
- Médaille Davy : Philippe-Auguste Guye pour ses recherches en physico-chimie[14],[15].
- Médaille William-H.-Nichols : Gilbert N. Lewis[16]

## Naissances
- 1er janvier : Davorin Dolar (en) (mort en 2005), chimiste slovène.
- 20 février[17] : Roger Coekelbergs (mort en 2021), chimiste belge.
- 13 mai : Edgar Heilbronner (mort en 2006), chimiste germano-suisse.
- 22 mai : George S. Hammond (mort en 2005), chimiste et chercheur américain.

- 14 juillet : Geoffrey Wilkinson (mort en 1996), chimiste britannique, prix Nobel de chimie en 1973.
- 15 juillet : Robert Bruce Merrifield (mort en 2006), chimiste américain, prix Nobel de chimie en 1984.
- 22 septembre : Robert Ghormley Parr (mort en 2017), chimiste théoricien et professeur de chimie américain.
- 12 octobre : Jean Rigaudy (mort en 2005), chimiste français.
- 24 novembre : Robert Banks (mort en 1989), chimiste américain.
- 31 décembre : Gilbert Stork (mort en 2017), chimiste américain d'origine belge.

## Décès
- 4 juin : Ludwig Knorr (né en 1859), chimiste allemand.
- 11 août[18] : Emil Knoevenagel (né en 1865), chimiste allemand.